# Supercoppa spagnola 2009 (pallavolo maschile)
La Supercoppa spagnola 2009 si è svolta il 3 ottobre 2009: al torneo hanno partecipato due squadre di club spagnole e la vittoria finale è andata per la prima volta al Teruel.

## Regolamento
Le squadre hanno disputato una gara unica.

## Squadre partecipanti
| Squadra | Qualificazione                  | Ultima partecipazione    |
| ------- | ------------------------------- | ------------------------ |
| Teruel  | Vincitrice Coppa del Re 2008-09 | Debutto                  |
| Almería | Vincitrice SVM 2008-09          | Supercoppa spagnola 2007 |

## Torneo
| 3 ottobre 2009 Pab. Los Planos, Teruel Durata: 1h:56 - Spettatori: 1 800 | Teruel | 3 - 1 | Almería | 22-25, 25-20, 25-19, 25-22 |